# Watcom
Watcom International Corporation foi uma empresa canadense fundada em 1981 por três funcionários da Computer Systems Group (Fred Crigger, Ian McPhee e Jack Schueler) na Universidade de Waterloo, em Waterloo, Ontário. Ao longo dos anos, a empresa produziu uma variedade de ferramentas, incluindo o conhecido compilador C introduzido em 1988.

## História
O Waterloo BASIC foi um dos primeiros produtos da Watcom, evidenciando os primeiros indícios da empresa. Durante 1978 e 1979, o produto foi desenvolvido visando a plataforma IBM Series/1. Em 1979 o sistema foi portado para VM/CMS sendo executado em computadores IBM 370, 3030 e 4300 e um acordo com a IBM foi feito para a comercialização do compilador. entre 1980 e 1983, versões atualizadas foram lançadas incluindo versões para MVS/TSO e VM/CMS. Além do BASIC, outros produtos da época incluíam o APL, WATCOM COBOL, WATCOM FORTRAN, WATCOM Pascal e o Waterloo 6809 Assembler.
Em meados da década de 1980 a empresa desenvolveu compiladores para computadores Unisys ICON executando o sistema operacional QNX. O compilador C e C++ com QNX desenvolveu um mercado para sistemas embarcados. Jogos eletrônicos famosos compilados usando o Watcom C incluem Doom, Descent e Duke Nukem 3D.
Em 1988, a Watcom lançou seu primeiro compilador C para a plataforma IBM PC. Quatro anos mais tarde, a empresa começou a desenvolver na área de cliente/servidor com a introdução do Watcom SQL. Atualmente o produto existe sob nome Sybase SQL Anywhere.
A Watcom foi adquirida pela Powersoft em 1994, que por sua vez foi fundida com a Sybase no ano seguinte. Em 2003, os compiladores Watcom C, C++ e Fortran foram lançados em código aberto sob nome Open Watcom.